# Despujolsite
La despujolsite (simbolo IMA: Dpj) è un minerale molto raro appartenente al gruppo della fleischerite e alla classe dei "solfati (e simili)"; la sua formula chimica è Ca3Mn4+[(OH)6|(SO4)2] • 3H2O, è quindi chimicamente è un solfato di calcio-manganese contenente acqua con ioni idrossido aggiuntivi.

## Etimologia e storia
Il minerale è stato osservato per la prima volta nel 1962 in campioni di minerale di manganese a Tachgagalt (in Marocco) ed è stato riconosciuto come un nuovo minerale poco tempo dopo. Dopo intense indagini da parte di un team francese di mineralogisti e cristallografi guidati dall'abate Christophe Gaudefroy, il nuovo minerale fu sottoposto all'IMA, che lo riconobbe come nuovo minerale il 18 dicembre 1967 con 17 voti contro uno. Già nel 1968 è stato descritto per la prima volta come despujolsite da Christophe Gaudefroy, M.-M. Granger, François Permingeat e J. Protas nel "Bulletin de la Société française de Minéralogie et de Cristallographie".
Gli autori hanno chiamato il minerale in onore dell'ingegnere minerario Pierre Despujols (1888-1981), fondatore del "Service de la carte géologique du Maroc" (Servizio geologico marocchino).
Per decenni, i cristalli di Tachgagalt, che non superano le dimensioni di 0,5 mm, sono rimasti gli unici rappresentanti ben cristallizzati di questo minerale al mondo. La situazione è cambiata solo nel 2005/2006, quando sono stati trovati cristalli di despujolsite con le straordinarie dimensioni di poco meno di 2 cm nel deposito N'Chwaning II in Sudafrica. I cristalli di despujolsite sudafricana sono ora considerati i migliori al mondo per questa specie.
Il campione tipo per la despujolsite (olotipo) proviene da una donazione di François Permingeat ed è conservato nella collezione delle Mines ParisTech di Parigi.

## Classificazione
Già nell'ormai obsoleta ma ancora in uso 8ª edizione della sistematica dei minerali secondo Strunz, la despujolsite apparteneva alla classe dei minerali dei "solfati (compresi selenati, tellurati, cromati, molibdati e tungstati)" e lì alla sottoclasse dei "solfati anidri, con anioni estranei", dove veniva elencata insieme a fleischerite, mallestigite e schaurteite e con le quali forma il "gruppo della schaurteite" con il sistema n. VI/D.11.
La 9ª edizione della sistematica minerale di Strunz, valida dal 2001 e utilizzata dall'Associazione Mineralogica Internazionale (IMA), classifica la despujolsite nella categoria "7.D Solfati (selenati, etc.) con anioni aggiuntivi, con H2O". Tuttavia, questa è ulteriormente suddivisa in base alla dimensione relativa dei cationi coinvolti, in modo che il minerale possa essere trovato nella suddivisione "7.DF Con cationi di media e grande dimensione" in base alla sua composizione, dove contiene forma il sistema n. 7.DF.25 con fleischerite, mallestigite e schaurteite.
La classificazione dei minerali di Dana, usata principalmente nel mondo anglosassone, classifica la despujolsite nella classe dei "solfati, cromati e molibdati" e lì nella sottoclasse dei "solfati idrati con ossidrile o alogeno"; qui la si trova insieme a schaurteite, fleischerite e mallestigite con le quali forma il "gruppo della despujolsite" con il sistema n. 31.07.06 nella suddivisione "Solfati idrati con ossidrile o alogeni con (A+B2+)2(XO4)Zq • x(H2O)".

## Chimica
La despujolsite (basata su 11 atomi di ossigeno per formula) ha la seguente composizione misurata:
- {\displaystyle {\ce {Ca_{3,44}(Mn_{0,86}^{4+}Fe_{0,06}^{3+})_{\Sigma =0,92}(S_{0,96}O^{4})_{2}(OH)_{6}\cdot 3H_{2}O}}},

che è stata idealizzata a {\displaystyle {\ce {Ca_{3}Mn^{4+}(SO_{4})_{2}(OH)_{6}\cdot 3H_{2}O}}}
La despujolsite è l'analogo a dominanza manganese della schaurteite dominata dal germanio (Ca3Ge(SO4)2(OH)6 • 3H2O) e l'analogo a dominanza calcio-manganese della fleischerite, dominata da piombo-germanio, (Pb3Ge(SO4)2(OH)6 • 3H2O). La genplesite è l'analogo a dominanza di stagno della despujolsite.

## Abito cristallino
La despujolsite cristallizza nel sistema esagonale nel gruppo spaziale P62c (gruppo nº 190) con i parametri del reticolo a = 8,56 Å e c = 10,76 Å così come due unità di formula per cella unitaria.
Nella struttura cristallina della despujolsite, gli ottaedri Mn(OH)6 e le unità costituite da tre poliedri Ca(OH)4(H2O)2O2 si alternano nella direzione dell'asse {\displaystyle c} [0001] e dividono i bordi OH in modo tale che si formino catene [Ca3Mn4+(OH)6(H2O)6O3]2−. Simili all'ettringite, queste catene sono saldamente legate ai tetraedri SO4 da O e H2O comuni.
Secondo recenti analisi della struttura cristallina, tuttavia, la struttura della despujolsite è caratterizzata da strati di poliedri CaO8, che sono collegati tra loro da ottaedri Mn(OH)6 e tetraedri SO4 in direzione di [0001]. Ci sono due legami idrogeno che stabilizzano l'assetto strutturale. Gli atomi di calcio sono coordinati 8 volte con 4 ioni (OH), 2 molecole H2O e 2 atomi O.
La fleischerite e la schaurteite così come possibilmente la mallestigite sono isotipiche o isostrutturali alla despujolsite.

## Forma in cui si presenta in natura
La despujolsite forma cristalli idiomorfi fino a poco meno di 2 cm di dimensione, prismatici dopo {1010} o tabulari dopo {0001}, che possono unirsi per formare aggregati più grandi. A seconda delle loro dimensioni, sono giallo-verdi, giallo limone o verde lime. La despujolsite è un tipico minerale di forma idrotermale che è stato trovato nella mineralizzazione delle vene in prossimità di depositi di minerale di manganese.
Nella località tipo, la despujolsite forma cristalli idiomorfi di dimensioni fino a 0,5 mm, che di solito si trovano individualmente in piccole cavità tra i prismi di gaudefroyite. Nonostante la tendenza a formare singoli cristalli, le despujolsiti possono unirsi per formare aggregati di dimensioni non superiori a 5 mm. I cristalli sono sviluppati prismaticamente secondo lungo {1010} e mostrano anche le superfici del pinacoide di base e della piramide {1011}. Nei depositi N'Chwaning II e N'Chwaning III, la despujolsite forma preferenzialmente cristalli a placcatura spessa, raramente prismatico-lunghi, sempre più piccoli di 2 cm.

## Proprietà chimico-fisiche
A seconda delle dimensioni dei suoi cristalli, il colore della despujolsite è giallo-verde, giallo limone o verde lime da chiaro a intenso. Il colore dei cristalli di despujolsite sembra essere sensibile allo spettro, poiché uno stesso cristallo appare verde muschio alla luce alogena, mentre alla luce fluorescente ha un colore verde mela più chiaro - che è mostrato anche nelle immagini adiacenti. Non viene indicato alcun colore dello striscio per la despujolsite, ma è probabile che si tratti di tonalità giallo-verdi chiare. Le superfici dei cristalli da traslucidi a trasparenti hanno una forte brillantezza simile al vetro, che è coerente con la birifrangenza relativamente elevata del minerale. In sezione sottile, il minerale mostra sfumature gialle e un debole pleocroismo giallo pallido a giallo al microscopio. Nei poli incrociati, possono verificarsi colori di interferenza verdastri leggermente anomali del primo ordine.
Non è stata trovata alcuna scissione sui cristalli di despujolsite, ma a causa della loro fragilità si fratturano in modo simile al quarzo, con le superfici di frattura a forma di conchiglia. Il minerale ha una durezza Mohs di 2,5. Questo rende la despujolsite uno dei minerali morbidi che possono essere graffiati un po' più facilmente con una moneta di rame rispetto al minerale di riferimento calcite. La densità misurata per la despujolsite è di 2,46 g/cm³ e la densità calcolata è di 2,54 g/cm³. La distinzione macroscopica fra despujolsite e jouravskite dalla località tipo Tachgagalt è difficile da rilevare, ma il colore e la lucentezza offrono possibilità di differenziazione. Il giallo dei cristalli di despujolsite è più puro, senza i toni verdastri o arancioni della jouravskite, e la despujolsite ha anche una lucentezza vitrea più vivida della jouravskite.
La despujolsite si dissolve in acido cloridrico (HCl) con lo sviluppo di cloro. Con acido nitrico diluito (HNO3) che diventa prima marrone e poi nero. L'acido acetico freddo non provoca reazioni distinguibili.

## Origine e giacitura
La despujolsite si forma come formazione idrotermale nelle vene in prossimità dei depositi di manganese. Tipicamente, il minerale si trova nelle cavità tra i cristalli di gaudefroyite, ma sempre senza calcite, mentre al jouravskite è quasi sempre accompagnata da questo minerale. Se si assume che la formazione della despujolsite e quella di jouravskite siano vulcaniche con l'azione delle fumarole sui minerali di manganese, la despujolsite può formarsi solo in aree prive di anidride carbonica (CO2). Ciò si ottiene principalmente nei luoghi in cui tutta l'anidride carbonica era già stata consumata durante la cristallizzazione di gaudefroyite. Inoltre, l'ambiente è passato dalla riduzione all'ossidazione alla fine della formazione minerale, il che spiega anche il passaggio dal manganese trivalente nella gaudefroyite al manganese tetravalente nella despujolsite. Nei giacimenti di manganese del Kalahari, il minerale si trova sotto forma di cristalli cresciuti su una matrice rossa, probabilmente colorata dall'ematite.
Essendo una formazione minerale molto rara, la despujolsite è stata descritta solo da poco meno di dieci siti alla data del 2016. La località tipo è considerata la vena #2 del giacimento di minerale di manganese Tachgagalt, (Provincia di Ouarzazate, Drâa-Tafilalet, in Marocco), che è stato lavorato tra il 1937 e il 1960 ed è ora da tempo abbandonato. Cristalli perfettamente formati o frammenti di cristallo, sono arrivati nel 2005/2006 dalla "miniera di N'Chwaning II" vicino a Kuruman, nei giacimenti di manganese del Kalahari, nella provincia del Capo Settentrionale, in Sudafrica. Nella vicina miniera "N'Chwaning III", entrata in produzione solo nel 2006, alla fine del 2010 è stato trovato materiale più o meno identico. Altri luoghi in cui è stata identificata la despujolsite includono il deposito di Mn-Co "Bungonia" ad Argyle, Nuovo Galles del Sud, Australia; il deposito della "Miniera di Llapa Llapa" (Provincia di Tomás Frías, Dipartimento di Potosí, Bolivia), la "Grotta di Shopov" nei Monti Balcani (Stara Planina), Bulgaria; il deposito di ganga Cu-Pb-Zn della "miniera di Ogoya" vicino alla città di Komatsu, prefettura di Ishikawa, regione di Chūbu, Honshū (Giappone); i pozzi di fango di San Jacinto presso il vulcano Telica, Vulcano, Dipartimento di León (Nicaragua), e il deposito di berillio di Apache Warm Springs nel distretto di Ojo Caliente nº 2, Contea di Socorro (Nuovo Messico, Stati Uniti).